# Forcepsioneura
Forcepsioneura – rodzaj ważek z rodziny łątkowatych (Coenagrionidae). Obejmuje endemiczne dla Brazylii gatunki występujące w lesie atlantyckim w południowej i południowo-wschodniej części kraju, oprócz F. sancta, który występuje także w ekoregionie Cerrado na Wyżynie Brazylijskiej. Niektóre gatunki są do siebie bardzo podobne i trudne do odróżnienia.

## Systematyka
Rodzaj ten utworzył w 1999 roku Frederico A.A. Lencioni dla nowo opisanego przez siebie gatunku Forcepsioneura garrisoni. Ponadto przeniósł do Forcepsioneura trzy gatunki wcześniej zaliczane do Phasmoneura: P. ephippiger, P. ciganae i P. itatiaiae, ale ten pierwszy został w 2004 roku przeniesiony przez Machado do nowo utworzonego rodzaju Amazoneura, a F. ciganae jest obecnie traktowany jako synonim F. sancta. Początkowo rodzaj został zaliczony do rodziny Protoneuridae. W 2013 roku Klaas-Douwe B. Dijkstra i współpracownicy w oparciu o badania filogenetyczne przenieśli Forcepsioneura do rodziny łątkowatych (Coenagrionidae). Obecnie (2025) do rodzaju zaliczanych jest 13 gatunków.

### Podział systematyczny
Do rodzaju należą następujące gatunki:
- Forcepsioneura elizabethae Lencioni, 2022
- Forcepsioneura gabriela Pimenta, Pinto & Takiya, 2019
- Forcepsioneura garrisoni Lencioni, 1999
- Forcepsioneura grossiorum Machado, 2005
- Forcepsioneura haerteli Machado, 2001
- Forcepsioneura itatiaiae (Santos, 1970)
- Forcepsioneura janeae Pimenta, Pinto & Takiya, 2019
- Forcepsioneura lopii Pinto & Araujo, 2020
- Forcepsioneura lucia Machado, 2000
- Forcepsioneura machadorum Vilela, Venâncio & Santos, 2020
- Forcepsioneura regua Pinto & Kompier, 2018
- Forcepsioneura sancta (Hagen in Selys, 1860)
- Forcepsioneura serrabonita Pinto & Kompier, 2018